# BMW V12 LMR
Der BMW V12 LMR (Abkürzung für Le Mans Roadster) ist ein für das 24-Stunden-Rennen von Le Mans und die Langstreckenmeisterschaft entwickelter Sportwagenprototyp. Der Rennwagen wurde bei Sportwagenrennen von 1999 bis 2000 eingesetzt und war Nachfolger des bis 1998 verwendeten BMW V12 LM.

## Fahrzeugkonzept

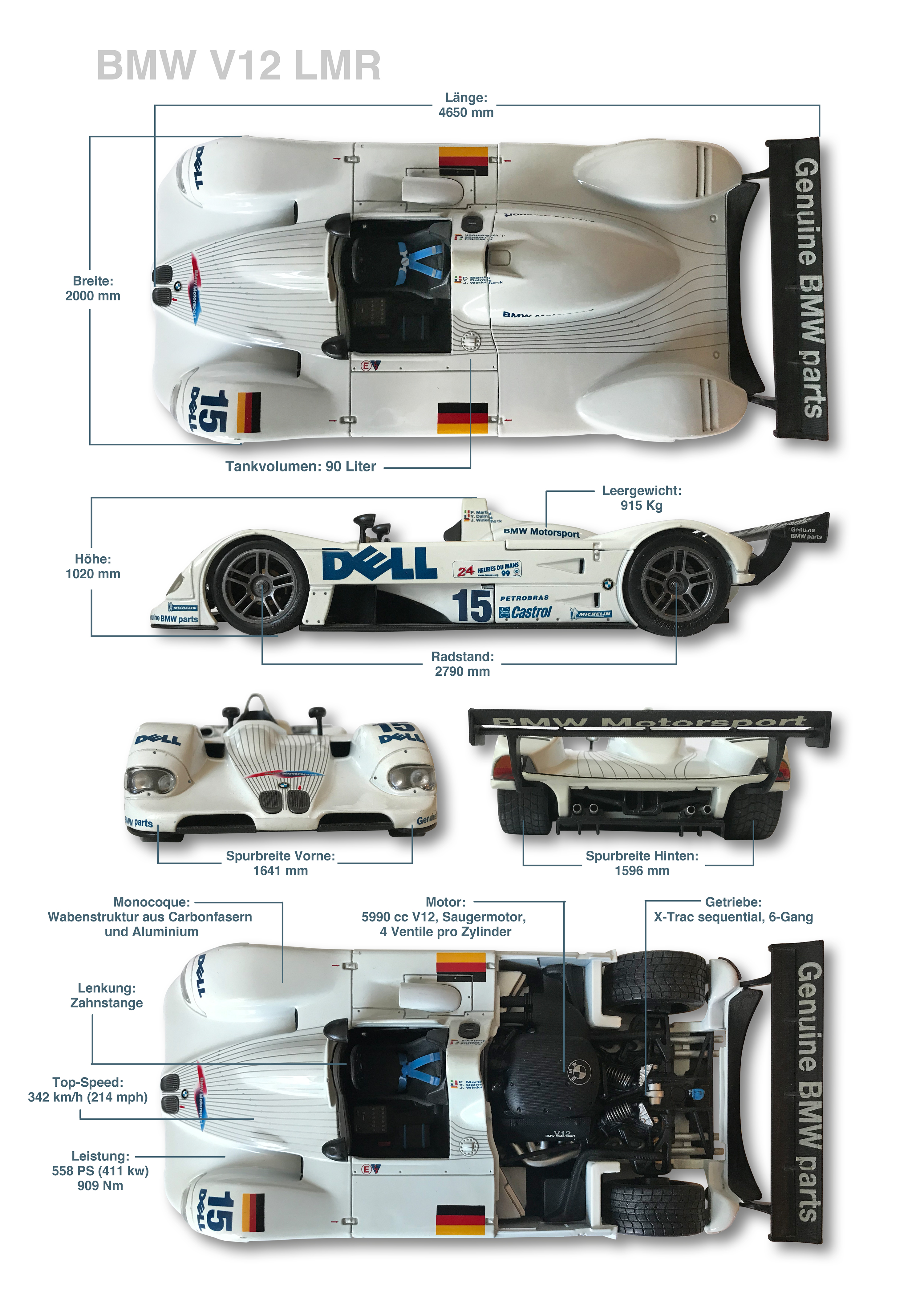
Technische Basis-Informationen zum BMW V12 LMR

Der BMW V12 LMR war ein neu entwickeltes Fahrzeug, jedoch mit dem Motor des bis 1998 verwendeten BMW V12 LM. Er war besonders auf Haltbarkeit ausgelegt. Entwicklungsvorgabe war das Bestehen der doppelten Le-Mans-Distanz. Entwicklungsziel war es, die Renndistanz schadensfrei durchzufahren und Komponentenwechsel zu vermeiden.
Die Chassisentwicklung stand unter BMW-Verantwortung in der Nähe von Oxford. Die Entwicklung war unabhängig von den Vorbereitungen der Formel-1-Zusammenarbeit zwischen BMW und Williams. Der Motor des BMW V12 LMR war der bewährte BMW S70B61 (6.1 V12) aus dem McLaren F1, der bereits 1995 das Gesamtklassement der 24 Stunden von Le Mans gewonnen hatte.

## Einsätze
1998 endete der Einsatz der beiden BMW V12 LM bei den 24 Stunden von Le Mans früh mit Radlagerschäden. Daraufhin wurde der Wagen völlig umgebaut, die Nase wurde schlanker und es wurde ein einzelner Überrollbügel eingebaut.
1999, eingesetzt vom Team Schnitzer Motorsport, gewann der Sportwagen das zur American Le Mans Series gehörende 12-Stunden-Rennen von Sebring. Im weiteren Verlauf der Saison wurden außerdem die Rennen in Sears Point, Laguna Seca und Las Vegas gewonnen. Im Endklassement erreichte Schnitzer den Vizemeistertitel.
Im Juni 1999 errang der BMW V12 LM mit den Fahrern Joachim Winkelhock, Pierluigi Martini und Yannick Dalmas den Gesamtsieg bei den 24 Stunden von Le Mans. Grundperformance, Zuverlässigkeit und günstiger Verbrauch gaben den Ausschlag dafür, dass der BMW V12 LMR nach 365 Runden als Erster abgewinkt wurde.
Im Jahr 2000 wurde der Typ nochmals in der American Le Mans Series eingesetzt. Mit Siegen in Charlotte und Silverstone sowie 8 weiteren Podestplätzen (zweimal Zweiter, sechsmal Dritter) musste sich der BMW V12 LMR in der Jahres-Endabrechnung lediglich dem neu eingeführten Audi R8 geschlagen geben.
Überregionales Medieninteresse erzeugte der Unfall von Bill Auberlen in Road Atlanta. Durch Unterluft an der Frontachse beim Überfahren eines Hügels überschlug sich der Wagen direkt hinter dem zur Überrundung anstehenden Lola von Team Rafanelli SRL.

## Statistik

### 24 Stunden von Le Mans

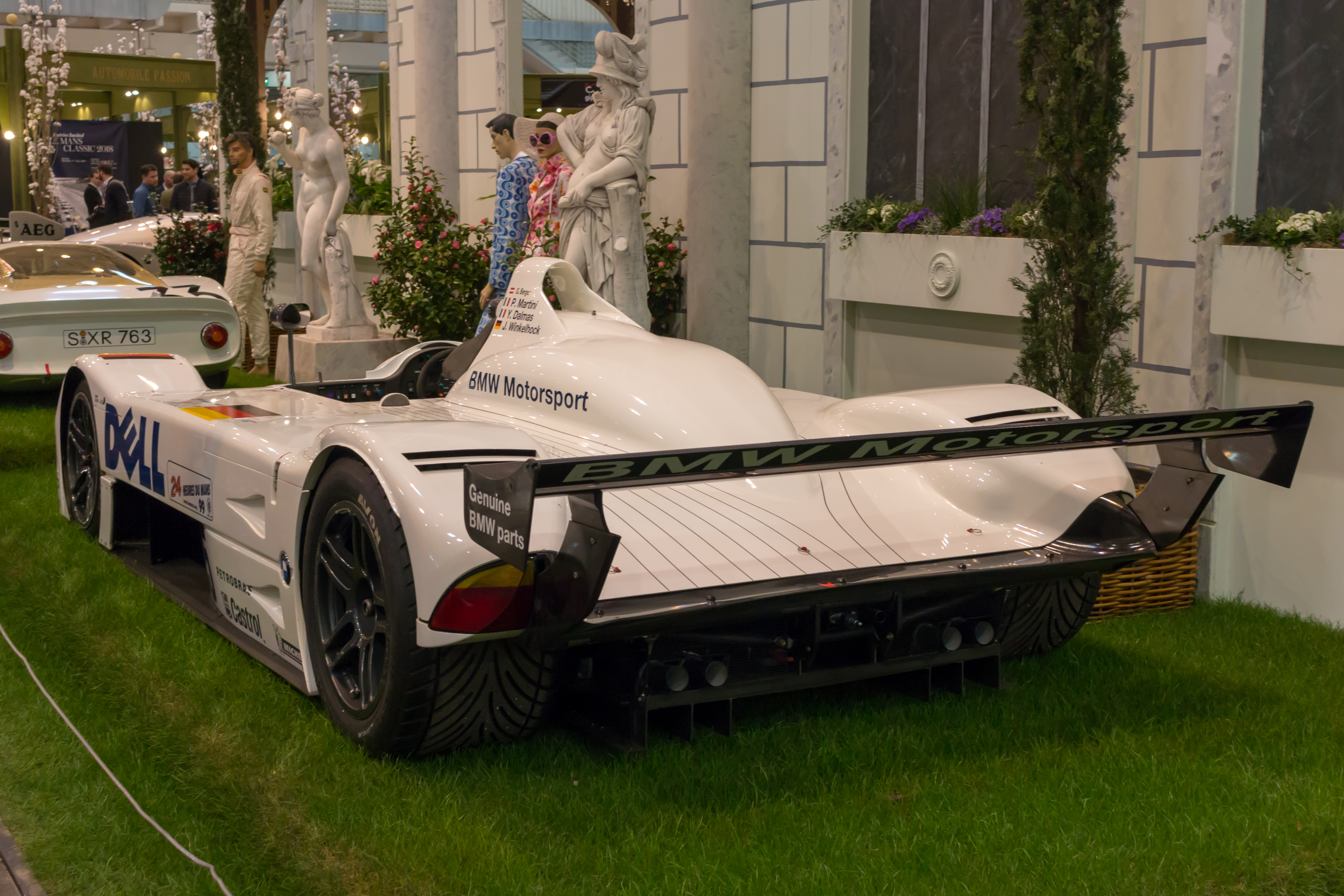
Heckansicht, Techno-Classica 2018

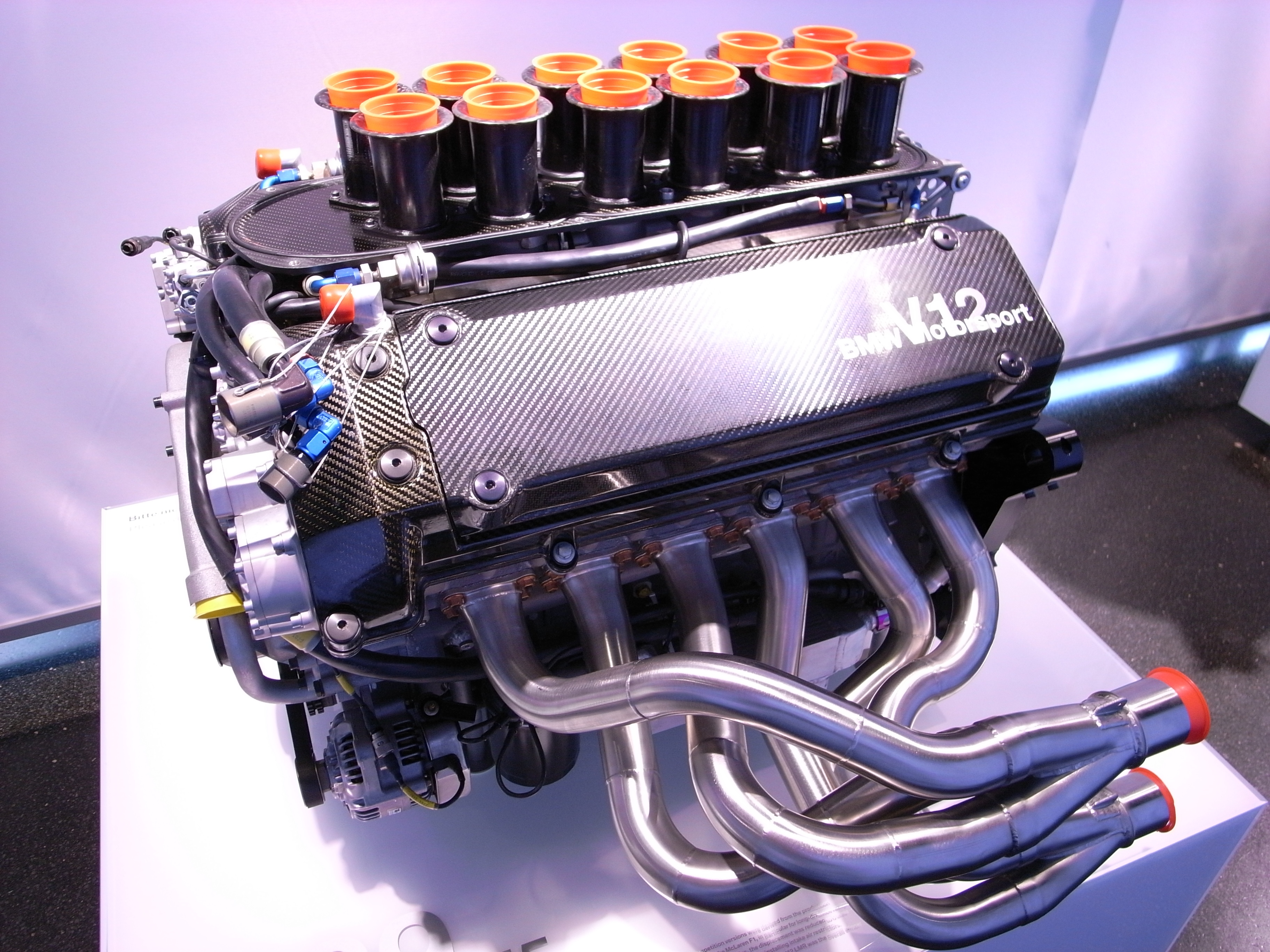
P75-Zwölfzylindermotor, BMW M
(letzte Ausbaustufe des Motors)

| Jahr | Team           | #  | Fahrer                                              | Klasse | Runden | Gesamt- Rang | Klassen- Rang |
| ---- | -------------- | -- | --------------------------------------------------- | ------ | ------ | ------------ | ------------- |
| 1998 | BMW Motorsport | 1  | Hans Joachim Stuck Steve Soper Tom Kristensen       | LMP1   | 60     | DNF          | DNF           |
| 1998 | BMW Motorsport | 2  | Pierluigi Martini Joachim Winkelhock Johnny Cecotto | LMP1   | 43     | DNF          | DNF           |
| 1999 | BMW Motorsport | 15 | Yannick Dalmas Pierluigi Martini Joachim Winkelhock | LMP    | 365    | 1.           | 1.            |
| 1999 | BMW Motorsport | 17 | Tom Kristensen JJ Lehto Jörg Müller                 | LMP    | 304    | DNF          | DNF           |

### American Le Mans Series
| Jahr | Team                                | #  | Fahrer                        | Rennen | Rennen | Rennen | Rennen | Rennen | Rennen | Rennen | Rennen | Rennen | Rennen | Rennen | Rennen | Punkte | Gesamt- Rang |
| Jahr | Team                                | #  | Fahrer                        | SEB    | ATL    | MOS    | SON    | POR    | PET    | MON    | LSV    |        |        |        |        | Punkte | Gesamt- Rang |
| ---- | ----------------------------------- | -- | ----------------------------- | ------ | ------ | ------ | ------ | ------ | ------ | ------ | ------ | ------ | ------ | ------ | ------ | ------ | ------------ |
| 1999 | BMW Motorsport Schnitzer Motorsport | 42 | Kristensen / Lehto / Müller   | 1      |        |        |        |        |        |        |        |        |        |        |        | 147    | 2.           |
| 1999 | BMW Motorsport Schnitzer Motorsport | 42 | Lehto / Müller                |        |        | DNS    |        |        | 3      |        |        |        |        |        |        | 147    | 2.           |
| 1999 | BMW Motorsport Schnitzer Motorsport | 42 | Lehto / Soper                 |        |        |        | 1      | 2      |        | 1      | 1      |        |        |        |        | 147    | 2.           |
| 1999 | BMW Motorsport Schnitzer Motorsport | 43 | Dalmas / Martini / Winkelhock | DNF    |        |        |        |        |        |        |        |        |        |        |        | 147    | 2.           |
| 1999 | BMW Motorsport Schnitzer Motorsport | 43 | Auberlen / Winkelhock         |        |        | DNS    | 5      | 4      |        | 3      | 2      |        |        |        |        | 147    | 2.           |
| 1999 | BMW Motorsport Schnitzer Motorsport | 43 | Auberlen / Soper / Winkelhock |        |        |        |        |        | 2      |        |        |        |        |        |        | 147    | 2.           |
| 2000 | BMW Motorsport Schnitzer Motorsport |    |                               | SEB    | CHA    | SIL    | NUR    | SON    | MOS    | TEX    | POR    | PET    | MON    | LSV    | ADE    | 219    | 2.           |
| 2000 | BMW Motorsport Schnitzer Motorsport | 42 | Lehto / Müller                | 3      | 1      | 1      | 2      | 3      | 2      | 4      | 3      | 5      | 3      | 26     |        | 219    | 2.           |
| 2000 | BMW Motorsport Schnitzer Motorsport | 43 | Auberlen / Gounon / Soper     | 4      |        |        |        |        |        |        |        |        |        |        |        | 219    | 2.           |
| 2000 | BMW Motorsport Schnitzer Motorsport | 43 | Auberlen / Gounon             |        | 4      | DNF    | 10     | 4      | 3      | 5      | 18     | DNF    | 4      | 3      |        | 219    | 2.           |

| Legende  | Legende            | Legende                                                          |
| Farbe    | Abkürzung          | Bedeutung                                                        |
| -------- | ------------------ | ---------------------------------------------------------------- |
| Gold     | –                  | Sieg                                                             |
| Silber   | –                  | 2. Platz                                                         |
| Bronze   | –                  | 3. Platz                                                         |
| Grün     | –                  | Platzierung in den Punkten                                       |
| Blau     | –                  | Klassifiziert außerhalb der Punkteränge                          |
| Violett  | DNF                | Rennen nicht beendet (did not finish)                            |
| Violett  | NC                 | nicht klassifiziert (not classified)                             |
| Rot      | DNQ                | nicht qualifiziert (did not qualify)                             |
| Rot      | DNPQ               | in Vorqualifikation gescheitert (did not pre-qualify)            |
| Schwarz  | DSQ                | disqualifiziert (disqualified)                                   |
| Weiß     | DNS                | nicht am Start (did not start)                                   |
| Weiß     | WD                 | zurückgezogen (withdrawn)                                        |
| Hellblau | PO                 | nur am Training teilgenommen (practiced only)                    |
| Hellblau | TD                 | Freitags-Testfahrer (test driver)                                |
| ohne     | DNP                | nicht am Training teilgenommen (did not practice)                |
| ohne     | INJ                | verletzt oder krank (injured)                                    |
| ohne     | EX                 | ausgeschlossen (excluded)                                        |
| ohne     | DNA                | nicht erschienen (did not arrive)                                |
| ohne     | C                  | Rennen abgesagt (cancelled)                                      |
| ohne     | keine WM-Teilnahme |                                                                  |
| sonstige | P/fett             | Pole-Position                                                    |
| sonstige | 1/2/3/4/5/6/7/8    | Punktplatzierung im Sprint-/Qualifikationsrennen                 |
| sonstige | SR/kursiv          | Schnellste Rennrunde                                             |
| sonstige | *                  | nicht im Ziel, aufgrund der zurückgelegten Distanz aber gewertet |
| sonstige | ()                 | Streichresultate                                                 |
| sonstige | unterstrichen      | Führender in der Gesamtwertung                                   |

## Art Car

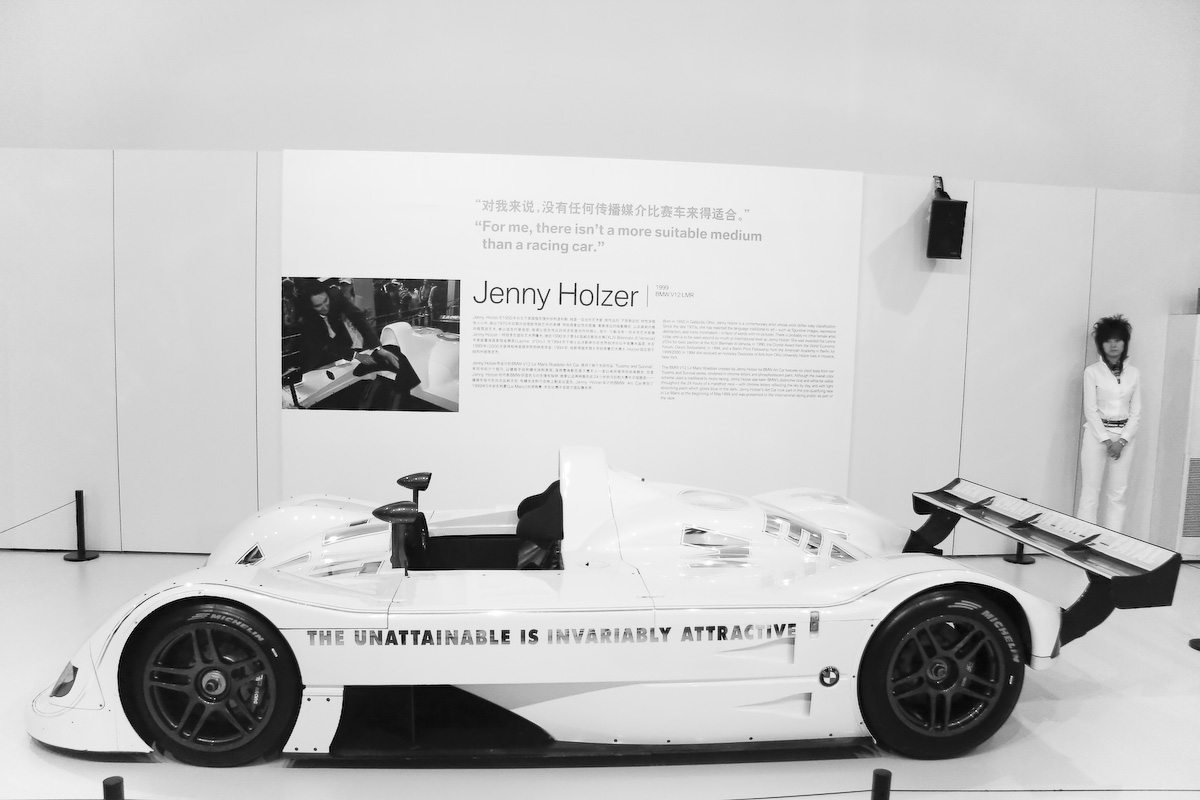
Art Car, 1999

Auf Basis des BMW V12 LMR gestaltete die Künstlerin Jenny Holzer das fünfzehnte BMW Art Car mit kurzen Sprüchen aus ihrer „Truisms and Survival“-Serie, wie etwa „You are so complex you don't respond to danger“. Den Rennwagen mit der Startnummer 16 und der dominierenden Aufschrift „Protect me from what I want“ präsentierte der Däne Tom Kristensen im Training der 24 Stunden von Le Mans 1999.

## Galerie

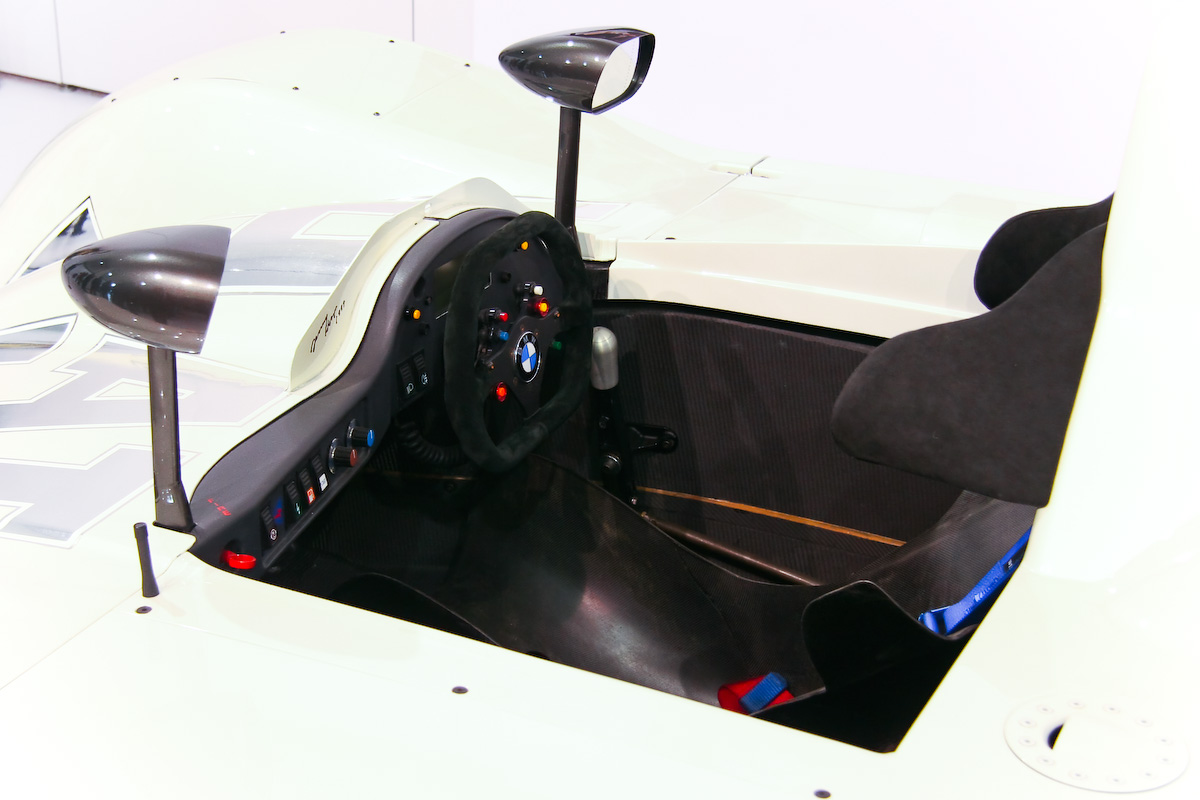
Cockpit des BMW V12 LMR
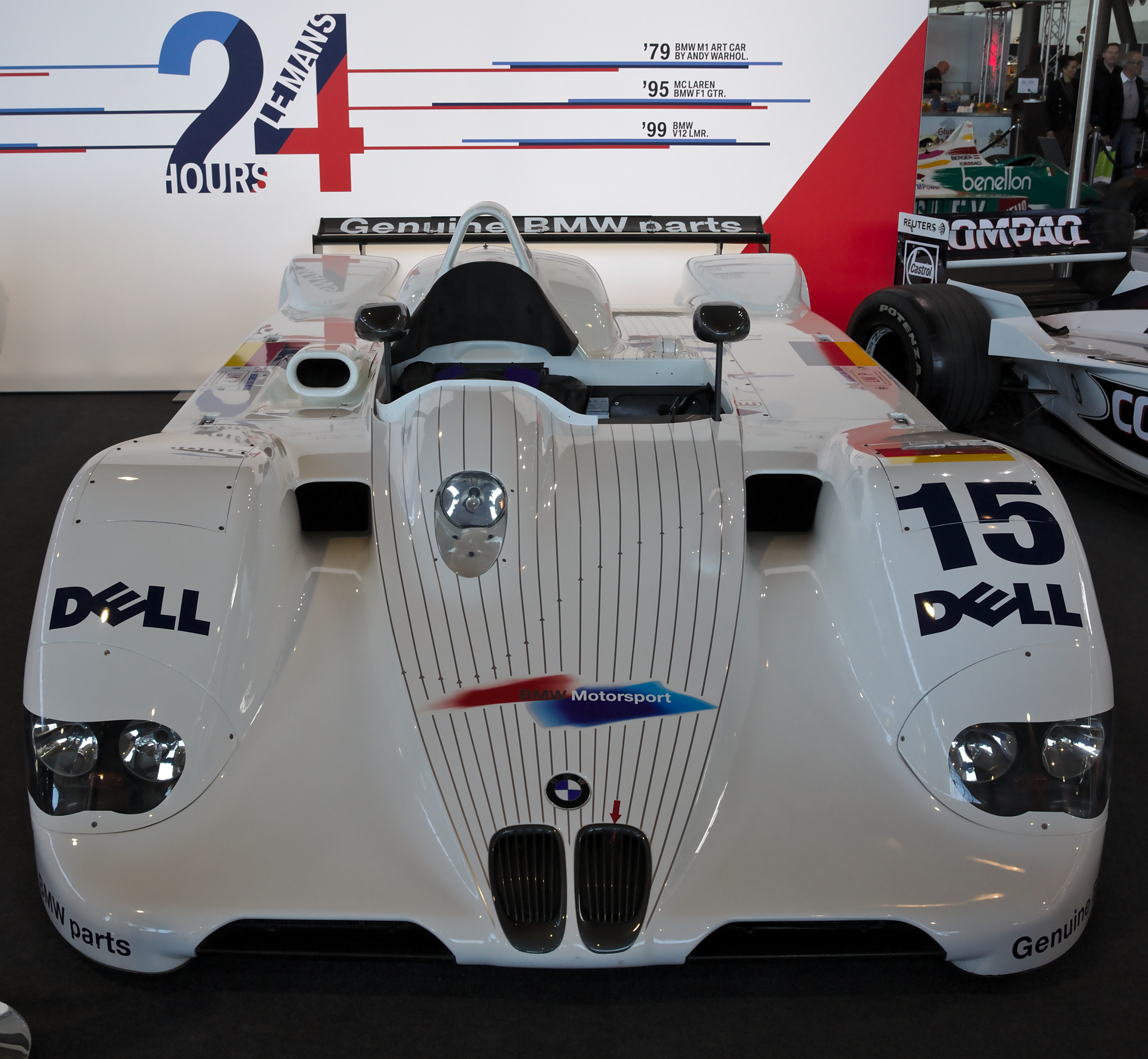
BMW V12 LMR auf den Retro Classics 2019
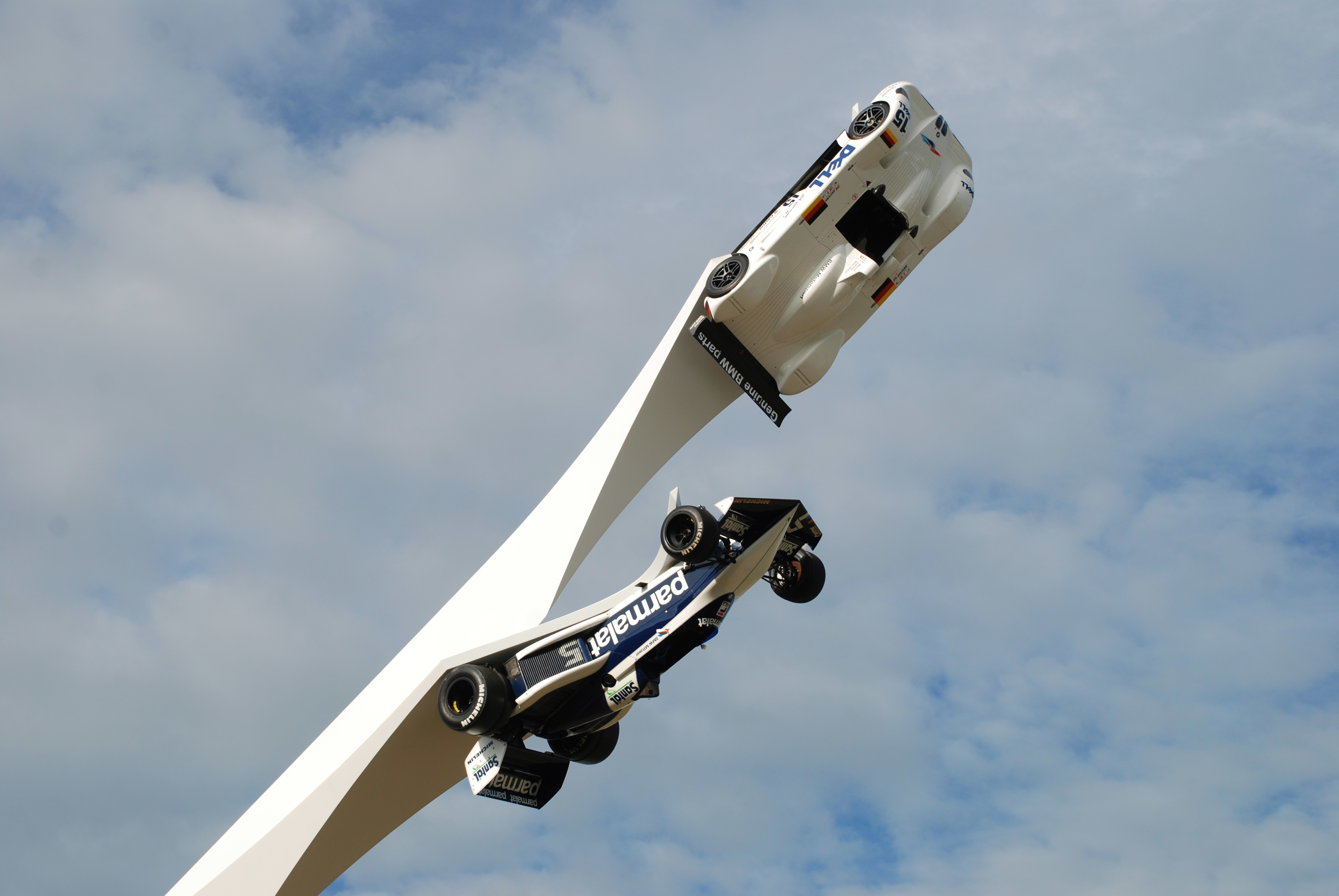
Installation beim Goodwood Festival of Speed 2016